# Борич
Борич (пол. Borycz, нім. Boritsch) — село в Польщі, у гміні Ізбицько Стшелецького повіту Опольського воєводства.
Населення — 377 осіб (2011).

## Демографія
Демографічна структура станом на 31 березня 2011 року:
|          | Загалом | Допрацездатний вік | Працездатний вік | Постпрацездатний вік |
| -------- | ------- | ------------------ | ---------------- | -------------------- |
| Чоловіки | 178     | 38                 | 113              | 27                   |
| Жінки    | 199     | 36                 | 122              | 41                   |
| Разом    | 377     | 74                 | 235              | 68                   |